# 宣和镇 (连城县)
宣和乡是中国福建省龙岩市连城县下辖的一个乡。2021年5月24日，撤乡设镇。

## 行政区划
宣和乡共辖13个行政村，分别是：
新曹村、中曹村、上曹村、下曹村、城溪村、科南村、洋贝村、黄沙村、中田村、升星村、培田村、紫林村和前进村。

## 文化
境内的培田村为中国历史文化名村、中国传统村落，明清时期这个村先后修建的村庄建筑群，诸如宗庙、社坛、碑坊、书院、“九厅十八井”宅第等，是福建省保存较为完整的明清古民居建筑群之一。培田村古建筑群为全国重点文物保护单位。